# Consistório (Roma Antiga)

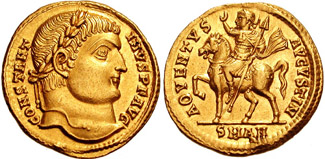
Soldo de Constantino r.

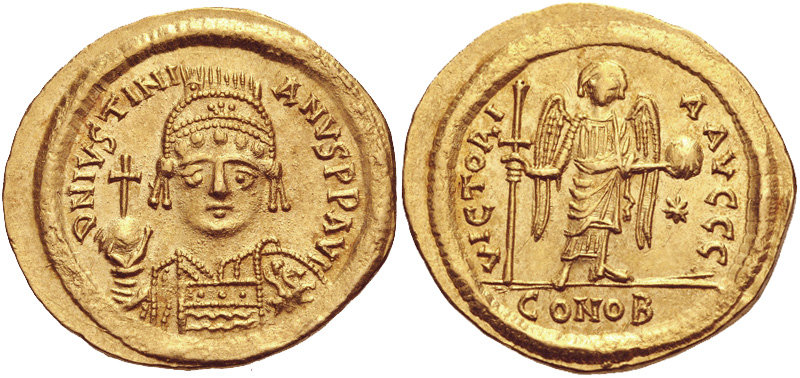
Soldo de Justiniano r.

Consistório (em latim: Consistorium; em grego: τείον συνέδριον; romaniz.: teíon sunédrion) foi um corpo de conselheiros imperiais que existiu no Império Romano Tardio e no Império Bizantino. Foi criado em substituição do Concílio e seu nome provavelmente deriva do local onde as reuniões eram conveniadas. A primeira menção segura ao Consistório ocorre em 347, muito embora tenha sido criado pelo imperador Constantino (r. 306–337). Há uma menção anterior num decreto de Diocleciano (r. 284–305), mas se sugere ser uma interpolação posterior.
A participação no Consistório nunca foi plenamente regulada, mas se sabe que pelo fim do século IV havia dois grupos de membros, os chamados condes consistorianos (em latim: comites consistoriani): o primeiro era composto pelos chefes da administração central (mestre dos ofícios, questor do palácio sagrado, conde das sagradas liberalidades e da fortuna privada) e em alguns casos o prefeito pretoriano e certos oficiais militares; o segundo era formado por oficiais consultivos com direitos menores.
As reuniões do Consistório recebiam o nome de Silêncio (em latim: Silentium). Nelas, os membros promulgavam de novas leis, recebiam embaixadores estrangeiros e discutiam assuntos de alta política, muito embora estes últimos às vezes fossem decididos por um grupo mais restritos de indivíduos próximos ao imperador, inclusive a imperatriz. O Consistório nunca desenvolveu-se numa instituição independente, mantendo seu caráter meramente consultivo. Pelo fim do século IV, os imperadores raramente participaram em suas reuniões, optando por seu "gabinete interno". No século V, os senadores ativamente participaram na obra jurídica do Consistório, enquanto no século VI Justiniano (r. 527–565) aboliu a distinção entre o senado e o Consistório.